# Antemije
Prokopije Antemije (Procopius Anthemius) je bio car Zapadnog Rimskog Carstva od 12. svibnja 467. do 11. lipnja. 472. i najvjerojatnije zadnji car, koji je stvarno upravljao Zapadnim Rimskim Carstvom. 

## Rodoslovlje i začetak karijere
Ako se pogleda rodoslovlje ovog cara može se vidjeti da je on bio posljednji pravi rimski car. Po očevoj liniji on je potomak uzurpatora Prokopija koji je bio posljednji carski predstavnik Konstantinove dinastije. Ako gledamo njegove pretke po majčinoj liniji dolazimo do regenta Antemija koji je vladao Istočnim Rimskim Carstvom između 408 i 413 godine tijekom maloljetstva cara Teodozija II. Kako je otac Antemija bio general Procopije potpuno je očekivano da se i on odlučio za vojnu karijeru. Kako je sam bio uspješan vojskovođa uzdigao se do ranga generala nakon čega postaje miljenik Marcijana za čiju kćer će se oženiti. Kako je Antemije sada postao zet cara bez sinova, a ujedno bio i konzul za 455 godinu svi su očekivali da će postati car nakon Marcijanove smrti.

### Ostali projekti
|  | Zajednički poslužitelj ima još gradiva o temi Antemije |